# 平和 (麻雀)
平和（ピンフ）とは、麻雀における役のひとつ。面子が全て順子で、雀頭が役牌でなく、待ちが両面待ちになっている場合に成立する。1飜。門前役。

## 概要
成立しやすく、他の役とも複合しやすいため、タンヤオとともに麻雀における基本の役と言われている。タンヤオとピンフが複合したものを略してタンピンと呼び、タンピンでさらに立直をした場合をメンタンピンと呼ぶ（後述）。また、使用する牌の種類が多くなりやすいため、確率的にもっとも裏ドラが乗りやすい手役であるとされる。
平和の成立条件は以下の4つである。
1. 門前であること[1]。すなわちチーをしてはいけない（下の条件2によりポンやカンは不可能である）。
2. 符のつかない面子で手牌が構成されていること[1]。すなわち4面子すべてが順子であること[1]。
3. 符のつかない対子が雀頭であること、すなわち役牌が雀頭の時は平和にならない[1]（役牌以外の字牌は符がつかないため可[1]）。
4. 符のつかない待ち、すなわち辺張待ち・嵌張待ち・単騎待ちではなく、両面待ちであること[1]（双碰待ちも待ち自体には符はつかないが、条件2によりありえない）。

これら4つをすべて満たした時に平和が成立する。2つ目から4つ目はいずれも符がつかないという点が条件となっており、これが「符のつかないあがり」と呼ばれる所以である。ただし、ツモ和了の場合のツモ符2符については、これを無視して平和と門前清自摸和の複合を認める慣習になっている（後の節で詳述）。
また、やのようなノベタン・3面ノベタンの形は、両面待ちではなく単騎待ちであるため、平和にならない。初心者は間違えて和了宣言をしやすいので注意が必要である。

## 平和になる牌姿とならない牌姿
（例）平和になる牌姿
待ち。順子4組で符がなく、待ちも両面であるため、平和が成立する。の場合はタンヤオもつく。
（例）平和にならない牌姿-1
待ちだが、両面待ちではなく嵌張待ちであり、嵌張待ちの2符がつくため、順子4組の構成ではあるが、平和は成立しない。この牌姿では、タンヤオのみとなる。
（例）平和にならない牌姿-2
ノベタン待ちだが、ノベタン待ちは単騎待ちの一種であり、単騎待ちの2符が加算されるため、平和は成立しない。この牌姿では、タンヤオのみとなる。
（例）平和になる牌姿
待ち。は単騎待ちにも見えるが+と切り分ければ両面待ちであることがわかる。
（例）平和になる待ちとならない待ちがある牌姿-1
待ち。この場合、で平和となるが、では単騎待ちであり、加えてが暗刻になるため平和がつかない。従ってこの牌姿では、立直や河底が付かない状況で打ち出されたにロンをかけると、役無しによりチョンボとなる。
（例）雀頭が役牌の場合は平和にならない
自風・場風・三元牌いずれでもない場合に限り、字牌が雀頭であっても平和が成立する。上の牌姿では、南家でも南場でもなく、南がオタ風の場合に限り平和が成立する。
（例）平和になる牌姿
三面張のテンパイ形。いずれであがっても平和になる。待ち牌の枚数が多く、あがれる確率が高くなるため、理想的なテンパイ形とされる。
（例）平和になる牌姿
上の牌姿は取りようによってはの嵌張待ちのようにも見えるが、実際はの両面待ちである。麻雀では点数が高く取れるように面子を分解する（高点法）ので、四萬ではなく一萬を雀頭とし、二萬と五萬の両面待ちとみることで平和が成立する。五萬で和了った場合は平和のみだが、二萬で和了った場合は平和に加えて一盃口が複合する。
（例）平和に取らないほうが得点が高くなる牌姿-1
待ちはであるが、三萬であがった場合と六萬であがった場合で得点計算が異なる。六萬であがった場合は簡単で、雀頭のの両面待ちにしか取れず「タンピン」となる。しかし、三萬で和了した場合は、を雀頭としの嵌張に取ることで、234の三色同順を成立させることができる。この場合、嵌張待ちであるため平和は消えるが、和了役は「タンヤオ三色一盃口」の40符4飜で満貫となる。一方、三色に取らず雀頭の平和に取れば「タンピン一盃口」の30符3飜となるが、高点法の原則により、より得点が高い前者を選択することになる。
（例）平和になる待ちとならない待ちがある牌姿-2・平和に取らないほうが得点が高くなる牌姿-2
待ちはである。立直など他の役がない場合でロンすることはできない。であがった場合とでロンした場合は平和・一盃口となる。
をツモの場合は「ツモ・平和・一盃口」でも「ツモ・三暗刻」でも3翻となるが、前者は20符・後者は40符となるため、高点法の原則により後者が採用される。
上と似た牌姿だが、この手でをツモの場合は「の暗刻」「の暗刻」「の暗刻」とみなすより「の順子×3」とみなす方が純全帯么九の成立により高得点となる。

## ピンヅモのありなし
符のないアガリというのが平和の定義であり、ツモ和了の場合はツモ符2符が付くため、定義上、ツモ和了のときは平和が成立しないことになる。しかし、現在の標準的なルールではツモ符2符を無視することにより平和の成立を認める。これを平和ツモあり、ピンヅモあり、ツモピンありなどという。点数計算の上では自摸八（ツモはち）、自摸八計算などという。これに対し、原則通りにツモ和了のときは平和が成立しないルールのことを平和ツモなし、ピンヅモなし、ツモピンなしなどという。ピンヅモなしの場合、例えばツモ平和はツモのみとなり、20符2飜の400/700ではなく30符1飜の300/500として計算する。ただし、ピンヅモなしの場合でも平和と門前加符10符は両立するため、栄和のときはどちらも同じ点数になる。
ピンヅモありは関東を中心とした東日本で採用されていることが多く、ピンヅモなしは関西を中心とした西日本で採用されていることが多い。
ただし、近年は西日本でもフリー雀荘を中心にピンヅモありを採用していることが多く、広く普及している。そのため現在では、ピンヅモなしは完全先付けなどと共にローカルルールの一つとされる。また、平和とツモ符との両立を認め、ツモ平和を30符2飜の500/1000として計算するローカルルールも存在する。符なしルールでは符の概念がないため、ツモ平和はそのまま2飜となる。

## 裏ドラ確率
平和は一般に、裏ドラがもっとも乗りやすい手役であるとされている。これは例えば、雀頭以外に牌の重なりがない平和は13種の牌を使うことになり、裏ドラ確率は概算で34分の13である。牌の重なりが1種増えるごとに裏ドラ確率は目減りしてゆくが、7種の牌しか使えない七対子や、5種の牌しか使わない対々和との差は歴然としている。

## 歴史
平和は読んで字のごとく「ひらあがり」、つまりシンプルな和了という意味である。
門前加符10符導入前の大正期には平和は副底以外の符がつかない形、つまり符のないロン和了を門前・非門前問わず1飜役として扱っていた。
1929年に開催された関東における麻雀のルールの統一を行ったレインボー会議では門前加符10符・門前清自摸和が採用され、平和と門前清自摸和は役の複合が認められるようになったが、日本麻雀連盟や関西では平和と門前清自摸和が複合するルールを採用しなかった。門前加符10符の採用により平和に限りツモよりロンのほうが点数が高くなったため、鎌倉在住のグループによってツモの2符を無視することで点数を是正する自摸八(つもはち)計算が考案された。
戦後、リーチ麻雀と一飜縛りのルールが普及するのと同時期に平和は門前限定の役となり、また、麻雀の最低点は1000点とする原則によりかつて平和として認められていた非門前での平和(食い平和)となる形は例外として10符加算することで1000点を上回るようにしている。

## メンピン・メンタンピン
平和は立直と複合すればメンピン、断ヤオと複合すればタンピン、両者が複合すればメンタンピンと呼ばれる。
本来メンピン（門平）とは門前清平和の意味であり、すなわち古い時代において鳴いて作った喰い平和が認められていた状況で、あえて鳴かずに作ったピンフを指していた。これは、平和を門前でロン和了することによって更に10符が加算されるという有意な点数の複合だった。
しかし戦後の立直麻雀（途中立直ルール）の普及後はメンピンと言えば専ら立直＋平和という役の複合を指すようになっている。途中立直のルールの普及期には途中立直ありのルールと途中立直なしのルールが混在するという問題が生じていたため、当時の麻雀ルールのデファクトスタンダードだった日本麻雀連盟では折衷案として「門前清（門前清自摸和と門前ロンの両方）に対して（聴牌時に宣言せずとも途中立直相当の）1翻を上乗せする」という旨の公式ルールを一時期採用していたことが確認されている。この結果、門前清平和（メンピン）は立直平和相当となり、計2翻として機能するようになった。連盟はその後アルシーアル麻雀に特化して途中立直は結局採用されなかった一方で、一般の麻雀では途中立直ルールが普及したことにより、どちらも門前清による1翻上乗せルールは無くなった。しかし喰い平和がアガリ役としては認められなくなったこともあり、「メンピン」はいつしか立直＋平和を指す言葉として普及していた。
なお1翻縛りのルールが普及すると門前ロン10符もアガリ役とは見なされなくなり、「門前清という役」としては門前清自摸和だけが残った。この意味においてメン（タン）ピンが本来は平和（＋断ヤオ）＋門前清自摸和だったとする説明も必ずしも間違いとは言えないが、初期の麻雀では平和と門前清自摸和は複合しないルールだったため、現実問題としては門前ツモよりも門前ロンに由来している（ピンフを含まない門前清タンヤオのみの場合はその限りではない）。平和のツモアガリが認められるようになると、メン（タン）ピンツモで3翻（4翻）という事態も生じるようになった。言葉の由来上は「門前清」が重複するが、この場合の「メン」は（門前ロンに由来する）立直を指しており、「ツモ」が門前清自摸和を指す。

## その他
一部のルールでは、副露した平和形を実質的に10符の符役と見なす慣習がある（101競技連盟などでは明記されている。この場合においてもツモ符2符との重複は出来ない）。もちろん、符役であるから和了資格を満たすことは出来ない。また、ブー麻雀では副露した平和を認める他、中国麻雀では成立条件が簡略化されており、順子4組で雀頭も数牌の和了は全て平和と見なすようになっている（詳細は中国麻雀の該当項を参照）。